# FC Argeș Pitești
Az FC Argeș Pitești egy román labdarúgócsapat.

## Történet
1953. augusztus 6-án, egy belügyminisztériumi rendelet alapján létrehozták a Dinamo Pitești csapatát, a mai FC Argeș Pitești-t. Egy regionális bajnokságban kezdte meg szereplését, ahol Găești, Râmnicu Vâlcea, Curtea de Argeș, Câmpulung, Topoloveni és Slatina településekről képviseltették még magukat különböző csapatok. 1955-ben sikerült megnyernie ezt a bajnokságot, és fellépett a C-ligába. Az 1957-58-as szezonban visszaesett a regionális bajnokságba, ahol megnyeri az 1958-59-es szezont és újra a C-ligában játszhatott a következő évtől.
Az elkövetkező években sorozatban jut egyre feljebb a különböző osztályokon, 1961-62-es szezonban már az A-ligában játszik, ahol viszont az utolsó helyen végez és kiesik. De egy év múlva újra a legjobbak közé tud kerülni, és az 1963-64-es szezonban a 10. helyen végzett. Ettől az évtől kezdődött el a csapat aranykorszaka.
Az 1965-66-os szezonban a 4. helyen végzett, és ezzel először vehetett rész egy európai kupasorozatban, az 1966-67-es Vásárvárosok kupáján, ahol továbbjutott a spanyol Sevilla FC (2-0, 2-0) és a francia Toulouse FC (0-3, 5-1) csapatokon, és a jugoszláv Dinamo Zagreb búcsúztatta 0-1-es összesítéssel. Az 1967-68-as Vásárvárosok kupájában az FTC 5-3-as összesítéssel múlta felül.
Az 1967-68-as román bajnokságban a 2. helyen végzett, és ezzel 3. alkalommal indulhatott a Vásárvárosok kupájában, ahol először túljutott a portugál FC Boavista Porto csapatán, majd pedig kikapott a török Göztepe İzmir együttesétől.
Az első bajnokságot 1971-72-ben nyerte meg, és az 1972-73-as szezonban a Bajnokok Ligájában játszott, ahol legyőzte a luxemburgi FC Aris Bonnevoie csapatát, a következő körben a Real Madrid CF csapatával került szembe. Az első mérkőzésen, hatalmas meglepetésre 2-1 arányban győzött a román együttes, de a visszavágón elszenvedett 1-3-as vereség miatt a spanyolok jutottak tovább. A Pitești, az egyetlen román csapat mely legyőzte a Real csapatát.
Az 1972-73-as bajnokságban a 3. helyen végzett, és indulhatott az 1973-74-es UEFA-kupában, ahol 6-2-es összesítéssel búcsúztatta a török Fenerbahçe SK.
A következő években a bajnokság középmezőnyében végzett, következő kiemelkedő sikerét 1977-78-as szezonban érte el, amikor a 2. helyen végzett, és indulhatott az UEFA-kupában, ahol kiverte a görög Panathinaikósz csapatát, de a következő fordulóban a spanyol Valencia CF búcsúztatta.
Az 1978-79-es bajnokságot megnyerte a csapat, ezzel megint - és azóta utoljára - indulhatott a BL-ben, ahol túljutott a görög AEK-n, a következő fordulóban az angol Nottingham Forest búcsúztatta.
Az elkövetkező években még két alkalommal szerezte meg a bajnokság 3. helyét, háromszor indulhatott még az UEFA-kupában, ahol túljutott a ciprusi APÓEL, az azeri Dinamo Baku és a török Istanbulspor AS Kulübü csapatokon és veszített a holland FC Utrecht, a skót Aberdeen FC és a spanyol RC Celta de Vigo csapatokkal szemben. Az egyre gyengébben teljesítő gárda 1991-92-es bajnokságban a 16. helyen végzett és kiesett. Az 1994-95-ös szezonban újra a legjobbak között szerepelt, de régi fénykorát megközelíteni sem tudta, egészen az 1997-98-as szezonig, amikor a 3. lett. A 2006-07-es szezonban kiesett, de a 2008-09-es szezont újra az I Ligában kezdhette meg a szereplését.

## Eredmények

### Liga I
- Aranyérmes (2): 1971-72, 1978-79

- Ezüstérmes (2):1967-68, 1977-78

- Bronzérmes (4): 1972-73, 1979-80, 1980-81, 1997-98

### Román kupa
- Ezüstérmes (1): 1964-64

### Balkán-kupa
- Ezüstérmes (3): 1983-84, 1984-85, 1987-88

## Jelenlegi játékosok
A csapat játékosai 2008 júliusában:
| #  |           | Poszt | Név             |
| -- | --------- | ----- | --------------- |
| 1  | Románia   | K     | Ionuț Boșneag   |
| 2  | Románia   | V     | Mircea Stan     |
| 3  | Románia   | V     | Daniel Lăcustă  |
| 4  | Argentína | V     | Elias Bazzi     |
| 5  | Románia   | V     | Daniel Bălașa   |
| 6  | Románia   | KP    | Iulian Crivac   |
| 7  | Románia   | KP    | Cătălin Doman   |
| 8  | Románia   | KP    | Monel Cârstoiu  |
| 9  | Románia   | KP    | Cristian Tănase |
| 10 | Románia   | KP    | Iulian Tameș    |
| 11 | Románia   | KP    | Cosmin Năstăsie |
| 12 | Románia   | K     | Valentin Coca   |
| 13 | Románia   | CS    | Adrian Dulcea   |
| 14 | Szerbia   | V     | Zoran Milošević |
| 16 | Románia   | V     | Daniel Ghiță    |

| #  |                  | Poszt | Név               |
| -- | ---------------- | ----- | ----------------- |
| 17 | Románia          | KP    | Sorin Bucuroaia   |
| 18 | Románia          | KP    | Ionuț Chirciu     |
| 19 | Románia          | KP    | Roberto Boboacă   |
| 20 | Románia          | CS    | Adrian Iordache   |
| 22 | Románia          | K     | Mirel Bolboașă    |
| 23 | Románia          | V     | Ilie Poenaru      |
| 24 | Románia          | KP    | Vali Stan         |
| 25 | Románia          | V     | Ionut Cazan       |
| 26 | Románia          | V     | Andrei Bărbulescu |
| 28 | Románia          | V     | Nicolae Diță      |
| 29 | Románia          | CS    | Mihai Vintilă     |
| 30 | Elefántcsontpart | CS    | Youssouf Kamara   |
| -  | Románia          | KP    | Andrei Panait     |
| -  | Románia          | CS    | Adrian Voiculeț   |

### Híres játékosok
Románia
- Paul Codrea
- Dănuț Coman
- Nicolae Dică
- Nicolae Dobrin
- Adrian Mutu
- Valentin Năstase
- Adrian Neaga

## Külső hivatkozások
Hivatalos honlap